# Ribes
Ribes (grosella) es un género de alrededor de 150 especies de arbustos nativo de las zonas templadas del hemisferio norte llegando hasta la Patagonia en Sudamérica; se considera normalmente el único de la familia Grossulariaceae. Incluye las llamadas grosellas (grosella negra, R. nigrum, roja, R. rubrum y blanca o espinosa, R. uva-crispa), así como varias especies de ornamentales. Comprende 565 especies descritas y de estas, solo 133 aceptadas.

## Distribución y hábitat
Existen varias especies parecidas en Europa, Asia, Norteamérica y Sudamérica que también producen bayas comestibles, aunque se considera su sabor más pobre. Entre ellas se cuentan Ribes spicatum (norte de Europa y norte de Asia), R. schlechtendalii (noreste de Europa), R. multiflorum (sureste de Europa), R. petraeum (suroeste de Europa), R. triste (Norteamérica: desde Terranova a Alaska y hacia el sur en zonas montañosas) y R. magellanicum (Patagonia Andina y Tierra del Fuego).

## Taxonomía
El género fue descrito por  Carolus Linnaeus y publicado en Species Plantarum 1: 200. 1753.
Etimología
Ríbes: nombre genérico que según parece proce del árabe rabas; en persa rawas y rawash = nombre en oriente de un ruibarbo (Rheum ribes L., poligonáceas). Se afirma que ribes figura por primera vez en occidente en la traducción que Simón Januensis hizo, en la segunda mitad del siglo XIII, del libro de Ibn Sarab o Serapión –Liber Serapionis aggregatus in medicinis simplicibus...– y que este nombre fue adoptado por las oficinas de farmacia. En todo caso, se aplicó a plantas diferentes, cuales son los groselleros (Ribes sp. pl.), quizá por sus frutos ácidos y por sus propiedades medicinales semejantes.

## Especies seleccionadas

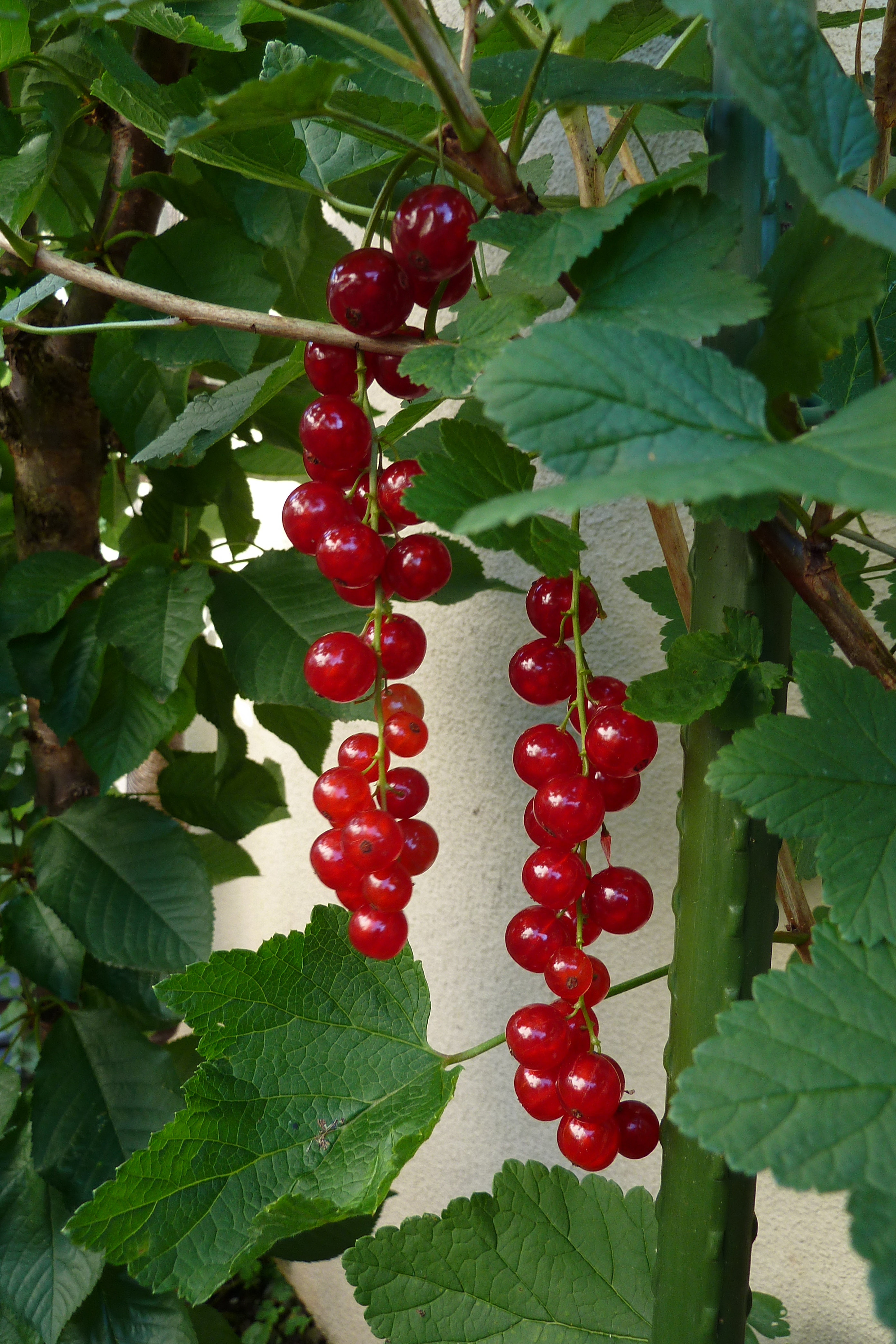
Ribes alpinum

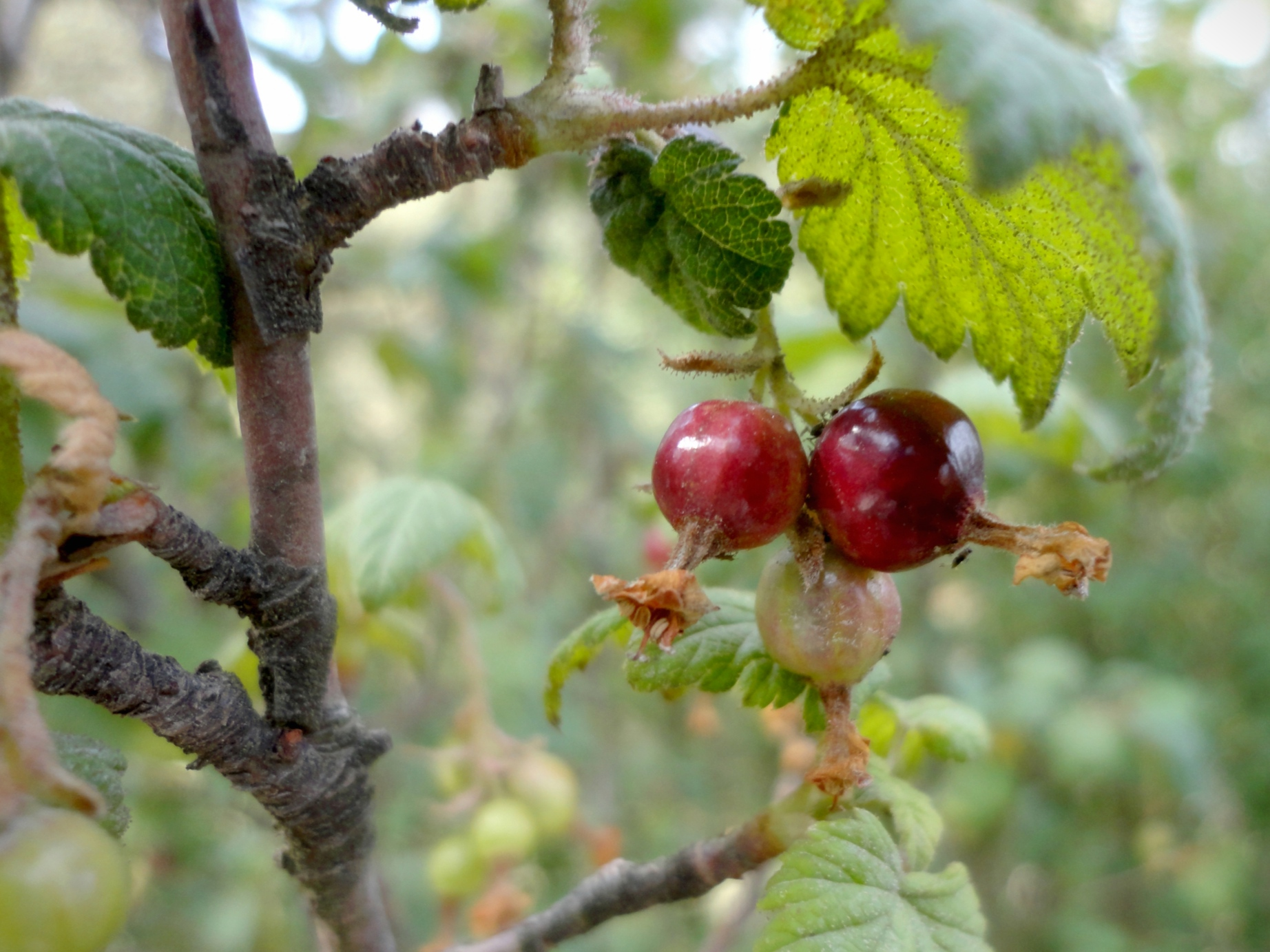
Ribes ciliatum

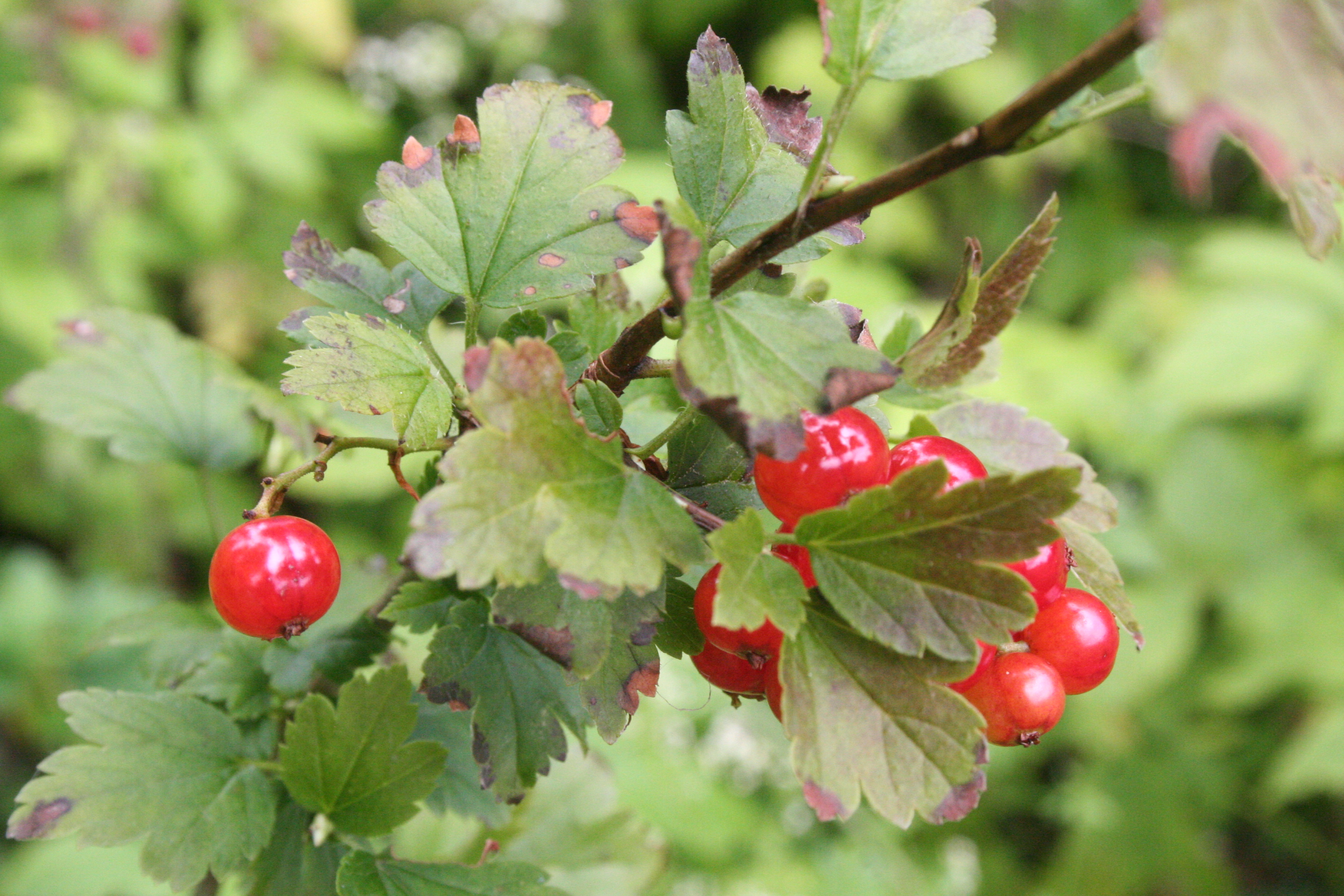
Ribes petraeum

| - Ribes aciculare Sm - Ribes alpestris (Decne) A.Berger - Ribes alpinum L. - Ribes ambiguum Maxim. - Ribes americanum Mill. - Ribes aureum Pursh - Ribes bracteosum Douglas ex Hook. - Ribes burejense F.Schmidt - Ribes californicum Hook. & Arn. - Ribes cereum Douglas - Ribes ciliatum Humb. & Bonpl. - Ribes coloradense Cov. - Ribes curvatum Small - Ribes cynosbati L. - Ribes diacanthum Pall. - Ribes distans Jancz. - Ribes divaricatum Douglas - Ribes echinellum (Cov.) Rehder - Ribes emodense Rehder - Ribes fasciculatum Siebold & Zucc. - Ribes fragrans Pall. - Ribes gayanum (Spach) Steud. - Ribes giraldii Jancz. - Ribes glaciale Wallich - Ribes glandulosum Grauer ex Weber - uvilla de Chile - Ribes glutinosum Benth. - Ribes grossularioides Maxim. - Ribes henryi Franch. - Ribes hirtellum Michx. - Ribes hudsonianum Richards - Ribes indecorum Eastw. - Ribes inebrians Lindl. - Ribes inerme Rydb. - Ribes irriguum Douglas - Ribes japonicum Maxim. - Ribes lacustre (Pers.) Poir. - Ribes lasianthum Greene - Ribes laurifolium Jancz. - Ribes laxiflorum Pursh - Ribes leptanthum A.Gray - Ribes lobbii A.Gray - Ribes longeracemosum Franch. | - Ribes luridum Hook. & Thoms. - Ribes magellanica - Ribes malvaceum Sm. - Ribes mandschuricum (Maxim.) Komarov - Ribes maximowiczii Batal. - Ribes menziesii Pursh - Ribes meyeri Maxim. - Ribes missouriense Nutt. - Ribes montigenum McClat. - Ribes moupinense Franch. - Ribes multiflorum Kit. - Ribes nevadense Kellogg - Ribes nigrum L. - - Ribes niveum Lindl. - Ribes odoratum H.L.Wendl. - Ribes orientale Desf. - Ribes oxyacanthoides L. - Ribes petiolare Fisch. - Ribes petraeum Wulf. - Ribes pinetorum Greene - Ribes procumbens Pall. - Ribes pulchellum Turcz. - Ribes punctatum Ruiz & Pav. - uvilla de Chile - Ribes quercetorum Greene - Ribes roezlii Reg. - Ribes rotundifolium Michx. - Ribes rubrum L. - - Ribes sanguineum Purch - Ribes setosum Lindl. - Ribes silvestre (Lam.) Mert. & Koch (syn. R. sativum) - Ribes speciosum Pursh - Ribes spicatum Robson - Ribes stenocarpum Maxim. - Ribes tenue Jancz. - Ribes triste Pall. - - Ribes ussuriense Jancz. - Ribes uva-crispa L. (syn. R. grossularia) - Ribes viburnifolium A.Gray - Ribes vilmorinii Jancz. - Ribes viscosissimum Pursh - Ribes warszewiczii Jancz. - Ribes wolfii Rothr. |